# Инфант
Инфа̀нт, форма за женски род инфа̀нта (на испански: infante, на португалски: infante, от латински: infans – дете) е титла на принцовете и принцесите от кралските домове (династии, родове) на Испания и Кралство Португалия (до ликвидацията на португалската монархия през 1910 г.), освен наследниците на престола.
От XIV век в кралствата Арагон, Кастилия, Леон и Навара само наследниците на престола се наричали принцове и принцеси, останалите деца от кралското семейство се удостоявали с титлата „инфант“.
Наследникът на престола на Испания носи титлата „принц на Астурия“, а в Португалия до отделянето на Бразилия той е носил титлата „принц на Бразилия“.

## Название на титлата
Думата „инфант“ в романските езици има значение на „дете“, като с това се означавало, че дадени деца са синове и дъщери на монарха.